# Krępcewo
Krępcewo (niem. Cremzow) – wieś w Polsce położona w województwie zachodniopomorskim, w powiecie stargardzkim, w gminie Dolice, położona 9,5 km na północny zachód od Dolic (siedziby gminy) i 10 km na południowy wschód od Stargardu (siedziby powiatu).
W latach 1975–1998 miejscowość administracyjnie należała do województwa szczecińskiego.
Wieś rozciąga się na długości 1300 m, zabudowania są symetryczne po obu stronach szosy prowadzącej na zachód do Stargardu, na wschód do Piasecznika, na południe do Kolina (przerwany jest dojazd północny do Krąpiela). Krępcewo była wsią rodową von Wedlów – rodu na prawach książąt pomorskich.

## Zabytki
- Kościół wybudowany został w drugiej połowie XV wieku z kamieni polnych i cegły. Jest to kościół salowy, wzniesiony na rzucie prostokąta. Po roku 1607 od strony zachodniej dobudowana została wieża. Umieszczony w niej dzwon został odlany w 1786 roku. Z bogatego wystroju świątyni fundacji rodu Wedlów do dziś zachowała się XVI-wieczna empora organowa z organami drewnianymi piszczałkowymi z 1797 roku, drewniany ołtarz z 1797 roku wykonany przez szczecińskiego rzeźbiarza Carla Balthasara Innocientiusa Sangalli. Ołtarz boczny wykonany z drewna w roku 1607 przez Martina Redtela, który został ufundowany przez Caspara von Wedel, ambona z 1. połowy XVIII wieku, epitafium nagrobne rodu Wedlów oraz krypta grzebalna z 21 trumnami, z której wydostano srebrno-cynowy sarkofag, znajdujący się obecnie w jednej z kaplic katedry szczecińskiej. Epitafium upamiętnia Joachima (1537–1614), jego żonę Kurdulę (zm. 1636) oraz ich małoletnią córkę Daniele, opiekowali się oni Sydonią von Borck podczas jej pobytu w Krępcewie. Świątynię zdobi drewniany strop z rzeźbami w drewnie i płaskorzeźbami. Ozdobą krępcewskiej świątyni były epitafia drewniane, obecnie odrestaurowywane; znajdują się w katedrze szczecińskiej. Kościół poświęcony w 1947 roku pod wezwaniem Matki Boskiej Częstochowskiej[4]
- park pałacowy, pozostałość po  pałacu[5].
- Warowne bramy wjazdowe do wsi
- Ruiny zamku nad rzeką Iną – pierwsze umocnienia wzniesione zostały niedługo po tym, gdy w 1305 roku tutejsze dobra przeszły do rodu Wedlów. Założenie było prawdopodobnie drewniano-ziemne. Już w 1338 roku warownia ta została zniszczona przez wojska księcia Barnima III. W miejscu zniszczonej fortalicji około połowy XIV wieku Wedlowie wznieśli murowaną wieżę mieszkalną, do której dobudowano ceglane mury na planie kwadratu o boku 30 metrów. Po przeciwległej stronie do wieży, wzdłuż jednego z boków obwodu wznosił się budynek. W północno-zachodnim narożu wznosiła się wieża o bokach 8,5 × 9 metrów, całość otaczał wał ziemny wysunięty o około 20 metrów przed obwód murów. W XV wieku zaniedbywany zamek powoli zaczął podupadać i około 1500 roku został opuszczony. Obecnie pozostały tu tylko resztki murów przyziemia i zachowane wyżej mury wieży.
- Wjeżdżając od strony Stargardu około 500 m przed wsią przy skrzyżowaniu z drogą do Strzebielewa stoi monument, stela dziękczynna, upamiętniająca podróż-pielgrzymkę Leopolda von Wedel do Egiptu i Ziemi Świętej z lat 1578–1579.
- Cmentarz – przed wjazdem do wsi od strony Stargardu zachowały się groby poniemieckie – kamień grobowy, kaplica oraz liczne groby polskich osadników.
- Zadrzewiona aleja lip prowadzi do kościoła, przy którym znajduje się pozostałość jednego z przydomowych parków z klonem kanadyjskim, świerkiem kaukaskim i srebrną sosną syberyjską.
- Około 3 km na południowy wschód od wsi, przy drodze płytowej do Trzebienia znajduje się (oznakowany tablicą informacyjną) grobowiec megalityczny sprzed 5 tys. lat, z okresu kultury pucharów lejkowatych z młodszej epoki kamienia (neolitu), o kształcie trójkąta ułożonego z kamieni[6].